# Burlington Junction (Misuri)
Burlington Junction es una ciudad ubicada en el condado de Nodaway en el estado estadounidense de Misuri. En el Censo de 2010 tenía una población de 537 habitantes y una densidad poblacional de 186,96 personas por km².

## Geografía
Burlington Junction se encuentra ubicada en las coordenadas 40°26′49″N 95°4′4″O / 40.44694, -95.06778. Según la Oficina del Censo de los Estados Unidos, Burlington Junction tiene una superficie total de 2.87 km², de la cual 2.87 km² corresponden a tierra firme y (0%) 0 km² es agua.

## Demografía
Según el censo de 2010, había 537 personas residiendo en Burlington Junction. La densidad de población era de 186,96 hab./km². De los 537 habitantes, Burlington Junction estaba compuesto por el 99.07% blancos, el 0% eran afroamericanos, el 0% eran amerindios, el 0% eran asiáticos, el 0% eran isleños del Pacífico, el 0.19% eran de otras razas y el 0.74% pertenecían a dos o más razas. Del total de la población el 0.93% eran hispanos o latinos de cualquier raza.